# خوسيه خواكين مارتينيز
خوسيه خواكين مارتينيز (بالإسبانية: José Joaquín Martínez) (22 فبراير 1988 بمدينة مكسيكو في المكسيك - ) هو لاعب كرة قدم مكسيكي في مركز الوسط. لعب مع نادي أمريكا ونادي باتشوكا ونادي نيكاكسا.

## وصلات خارجية
- خوسيه خواكين مارتينيز على موقع الاتحاد الدولي (مؤرشف)  (الإنجليزية)
- خوسيه خواكين مارتينيز على موقع قاعدة بيانات كرة القدم.إي يو (الإنجليزية)
- خوسيه خواكين مارتينيز على موقع Soccerway.com (الإنجليزية)
- خوسيه خواكين مارتينيز على موقع AS.com (الإسبانية)